# 가스미터

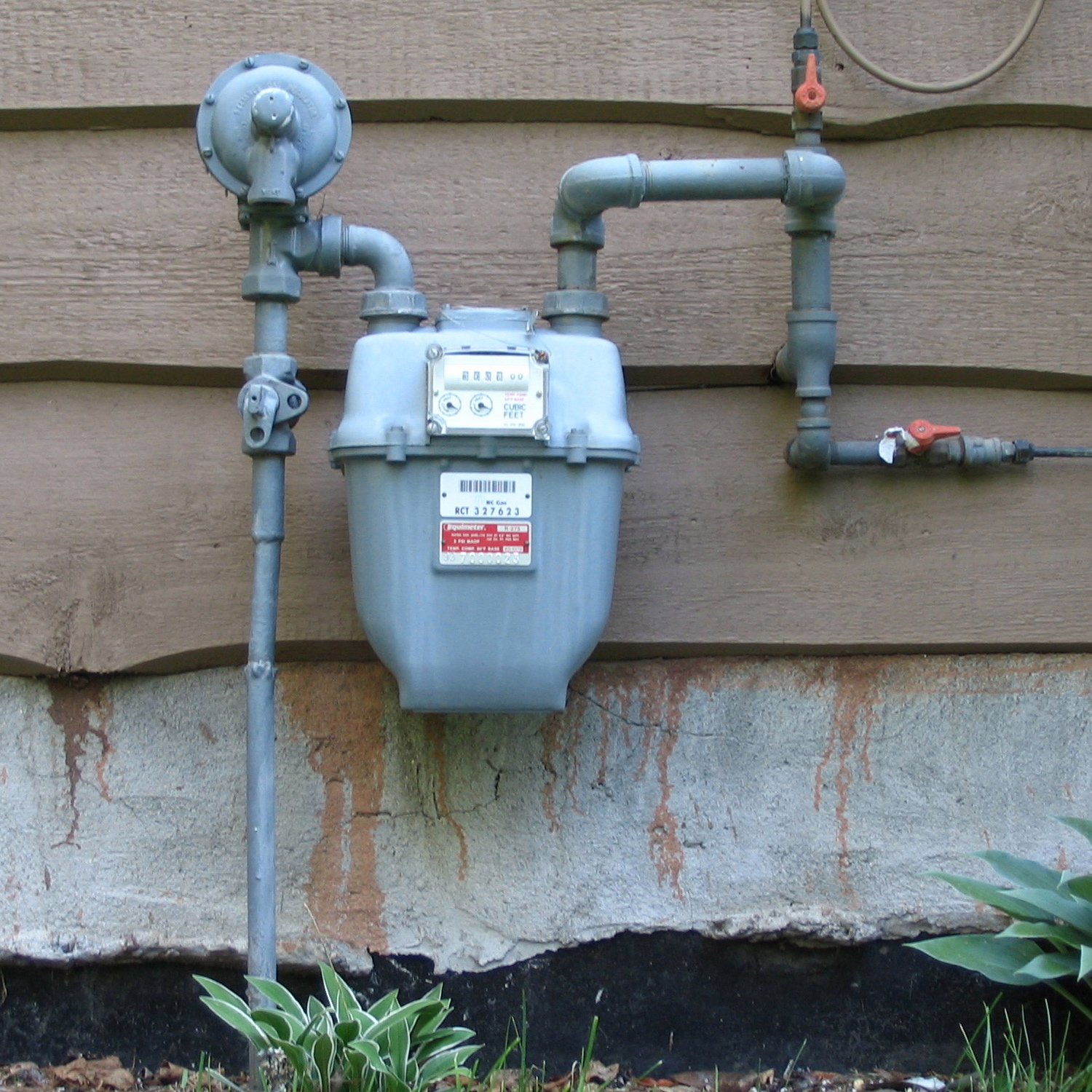

가스미터(gas meter)는 천연가스, 액화석유가스(LPG) 등 연료 가스의 양을 측정하기 위해 사용되는 특별한 플로미터이다.
가정에서 사용한 가스의 양을 측정하는 가스미터는 미터의 입구로부터 흘러드는 가스가 일정 체적의 자루를 팽창시켰다가 빠져나간 횟수를 세어, 통과한 가스의 체적을 측정하는 식의 구조로 되어 있다.
중앙의 칸막이판을 사이에 두고 부드러운 양피(羊皮) 또는 합성수지(合成樹脂)로 만든 2개의 자루가 있으며, 이것은 다시 4개의 방으로 구분되어 있다. 제1실과 제3실에 가스가 들어오면, 제2실과 제4실의 가스는 출구를 통하여 빠져 나가며, 어느 위치까지 이동판(移動板)이 움직이면 밸브(valve)가 바뀌어서 이번에는 반대로 b와 같이 제2실과 제4실에 가스가 들어오고, 제1실과 제3실의 가스는 출구쪽으로 밀려 나간다. 이 반복운동이 치차에 의해서 지침에 전달되고, 지침의 회전에 따라 통과한 가스의 체적을 측정할 수 있다.
압력이 큰 프로판 가스의 미터에는 가스의 흐름에 따라 날개수레가 회전하여, 그 회전수에 의해서 소비한 가스의 양을 측정하도록 된 것도 있다.

## 가솔린 미터
가솔린미터의 측정부는 흘러드는 가솔린의 압력에 따라서 피스톤이 좌우로 움직인다.
입구로부터 흘러드는 가솔린은 1에서는 피스톤을 오른쪽으로 밀고, 반대쪽의 실린더 속에 있는 가솔린을 출구로 내보낸다. 피스톤이 오른쪽 끝에 가면, 그 신호에 따라서 그와 같이 교환판(交換瓣)이 90° 회전하여, 실린더 속으로 가솔린이 흘러드는 방향이 바뀌므로, 피스톤의 움직임이 반대로 된다. 이 피스톤의 왕복운동을 치차 장치로써 지시부(指示部)에 전달하고, 지침의 회전을 읽음으로써 유출된 가솔린의 체적을 측정하는 것이다.

## 같이 보기
- 미터버스
- 스마트 미터